# Армійські комітети
Армійські комітети — вищі виборні політичні організації в російській армії, які керували діяльністю військових комітетів, що виникли в ході Лютневої революції 1917 і виконували у військах функції рад. Обирались явочним порядком на загальних зборах після виходу 14(01) березня 1917 наказу № 1 Петроградської ради робітничих і солдатських депутатів. Вище командування і Ставка Верховного головнокомандування, прагнучи встановити над комітетами свій контроль, розпорядилися ввести до них представників офіцерського складу. Наказом Верховного головнокомандування генерала М. Алексєєва від 12 квітня (30 берез.) 1917 було запроваджено «Тимчасове положення про організацію чинів діючої армії і флоту», за яким армійські комітети обиралися з представників дивізійних комітетів (один офіцер на 2 солдати) на армійському з’їзді. Для поточної роботи армійські комітети утворювали ради армійських комітетів у складі 25% своїх членів. Для вирішення важливих питань рада скликала комітетт у повному складі. Армійським комітетам надавалося право керувати роботою комітетів армії, проводити в межах своєї компетенції розслідування в усьому армійському районі, командируючи для цього «летючі» загони; виносити постанови з певних питань, які не мали загального характеру. У армійських комітетах переважали представники меншовиків та есерів. З осені 1917, після перевиборів, почалася їх більшовизація. 